# Katarina Jönsdotter (nämnd 1429)
Katarina Jönsdotter var en svensk nunna. Hon var abbedissa i Sko kloster i Uppland. Katarina Jönsdotter är omnämnd som abbedissa 1429. Hon utfärdade 1435 ett delaktighetsbrev för nunnorna i Solberga kloster på Gotland.